# Herenni Sícul
Herenni Sícul (en llatí Herennius Siculus) va ser un harúspex etrusc del que només es coneix la circumstància de la seva mort l'any 121 aC.
Vel·lei Patercul explica que quan Marc Fulvi Flac va organitzar una revolta al Capitoli per defensar les lleis de Gai Semproni Grac del que era partidari, el cònsol Luci Opimi va aconseguir poders del senat per actuar en contra seva. Gai Grac va intentar un diàleg, però Opimi va avançar amb les seves forces sense compassió. Fulvi Flac i el seu fill gran van ser morts per les tropes, mentre Grac fugia cap al bosc sagrat de la deessa Furina, on un esclau seu el va matar. El fill petit de Fulvi Flac, "jove de notable bellesa" que encara no havia complert els divuit anys, i que no tenia cap relació amb els successos, havia estat enviat pel seu pare per negociar una rendició. Opimi el va fer presoner i el va enviar a la presó Mamertina. L'harúspex Herenni Sícul, amic seu, va veure com plorava i li va dir: "Perquè no fas el que faig jo en lloc de plorar?". I tot seguit, sense pensar-ho més, va esclafar el seu cap contra el brancal de pedra de la porta de la presó, es va fer saltar el cervell i va morir. El fill petit de Flac va ser executat immediatament.